# 1810
1810 (MDCCCX) var ett normalår som började en måndag i den gregorianska kalendern och ett normalår som började en lördag i den julianska kalendern.

## Händelser

### Januari
- 1 januari – Den svenska tullen på varor från landsbygden till städerna avskaffas.[1]
- 6 januari – Fred sluts mellan Sverige och Frankrike i Paris. Sverige antar kontinentalsystemet och återfår svenska Pommern.
- 7 januari – Den svenske tronföljaren Karl August anländer till Sverige vid Svinesund.

### Februari
- 10 februari – En ny svensk riksdagsordning antas. Man diskuterar fyrståndsriksdagen, men behåller den.

### Mars
- 9 mars – En ny svensk tryckfrihetsförordning utfärdas, varvid 1766 års TF i princip återställs och förhandscensuren avskaffas.[2]

### Maj
- 3 maj – Lord Byron simmar över Hellesponten.
- 10 maj – Världens första sparbank öppnas i skotska Ruthwell av prästen Henry Duncan.
- 11 maj – Den svenska riksdagen utfärdar privilegier och bolagsregler för Göta kanal, som nu börjar byggas under ledning av Baltzar von Platen.
- 21 maj – Norrbottens län grundas i Sverige genom en utbrytning ur Västerbottens län.[3]
- 25 maj – Första autonoma regeringen i Buenos Aires, nominellt lojal till spanske kungen, installeras i Buenos Aires.[4]
- 28 maj – Kronprins Karl August dör i slaganfall vid en militärmanöver på Kvidinge hed i Skåne. Riksmarskalken Axel von Fersen d.y. misstänks ligga bakom dödsfallet.

### Juni
- 20 juni – Axel von Fersen lynchas av en uppretad folkmassa under kronprinsens likfärd i Stockholm. Svea livgarde ser på men ingriper inte.[5]
- 26 juni – De sista finska soldaterna i svenska armén, som lämnar armén, seglar hem till Finland från Stockholm.
- Juni – Löjtnant Carl Otto Mörner besöker på eget bevåg den franske marskalken Jean Baptiste Bernadotte och föreslår honom att bli kandidat i det svenska tronföljarvalet.

### Juli
- 23 juli – En svensk riksdag utblåses att hållas i Örebro en vecka senare.
- 30 juli – Den svenska riksdagen öppnas i Örebro.

### Augusti
- Augusti – Den svenska tidskriften Phosphoros börjar ges ut, bland annat av Per Daniel Amadeus Atterbom.[6]
- 10 augusti – Den svenska riksdagens hemliga utskott förordar enhälligt den döde Karl Augusts bror Fredrik Kristian som svensk tronföljare. Samma kväll lyckas en fransman vid namn Fournier, som utger sig för att representera Bernadotte, övertyga utrikesstatsminister Lars von Engeström om att välja Bernadotte. Han lovar att svenska staten skall få en stor penningsumma (8 miljoner franc) och att av fransmännen konfiskerade gods i Pommern skall återlämnas. Lars von Engeström börjar därför propagera för Bernadotte i riksdagen.
- 21 augusti – Marskalk Jean Baptiste Bernadotte väljs till svensk tronföljare vid en riksdag i Örebro. Hans son Oscar (I) blir arvfurste.
- 27 augusti – En ny svensk skilsmässoförordning utfärdas, vilken innebär, att domstolarna kan döma till skilsmässa på grunder, som tidigare har krävt kunglig dispens. De enda tidigare godtagna orsakerna till skilsmässa har varit, om ena parten har försvunnit eller varit otrogen, men nu lagstadgas alltså fler skäl.

### September

Mexiko.

- 16 september – Mexiko deklarerar sin självständighet.[7]
- 23 september – Ett mindre uppror utbryter på den svenska ön Saint-Barthélemy, vilket dock kvävs i sin linda.[8]

### Oktober
- 20 oktober – Bernadotte anländer till Sverige.

### November
- 2 november
  - Bernadotte antar namnet Karl Johan och håller sitt intåg i Stockholm.
  - Successionsordningen, en av de fyra ännu gällande svenska grundlagarna, och som ger arvsrätt till huset Bernadottes manliga medlemmar, antas.
- 5 november – Karl Johan adopteras av Karl XIII.
- 13 november – Den franske ambassadören Charles Jean Marie Alquier överlämnar ett ultimatum till den svenska regeringen, om att förklara krig mot Storbritannien.
- 17 november – Napoleon I tvingar Sverige att förklara Storbritannien krig. Eftersom Sverige och Storbritannien egentligen står på samma sida söker svenskarna under detta krig, kallat Sveriges krig mot Storbritannien, att så lite som möjligt försämra förhållandet till Storbritannien.

### December
- 13 december – Karolinska institutet grundas.

### Okänt datum
- Amerikanska soldater ockuperar områden i Västflorida under en tvist öster om Mississippi vid Pearlfloden. De får tillstånd att gå så långt som till Perdidofloden.[9]
- Det svenska konstitutionsutskottet framlägger förslaget att tvåkammarriksdag skall införas i landet, vilket dock inte blir av.
- Under åren 1810–1850 sker den starkaste folkökningen i Sveriges historia.
- Kemisten Jacob Berzelius upptäcker grundämnet kisel.
- Inredningsstilen empir (kallad Karl Johansstil i Sverige) slår igenom i Sverige.
- Den svenska skärgårdsflottans Stralsund–Karlskrona-eskader dras in. Kvar finns Stockholms och Göteborgs eskadrar, vilka kommer att existera fram till att skärgårdsflottan avskaffas 1871.

## Födda

### Första kvartalet

#### Januari
- 1 januari – Warren Winslow, amerikansk demokratisk politiker.

#### Februari
- 10 februari – Miklós Barabás, ungersk målare.
- 22 februari – Holger Simon Paulli, dansk musiker.

#### Mars
- 1 mars – Frédéric Chopin, polsk tonsättare och pianist [10].
- 2 mars – Leo XIII, född Vincenzo Gioacchino Raffaele Luigi Pecci, påve 1878–1903.
- 6 mars – George Robert Waterhouse, brittisk zoolog.

### Andra kvartalet

#### April
- 10 april – Willis Benson Machen, amerikansk demokratisk politiker, senator 1872–1873.
- 11 april – Sir Henry Creswicke Rawlinson, engelsk arkeolog och kilskriftstolkare.
- 14 april – Justin S. Morrill, amerikansk politiker, senator 1867–1898.
- 18 april – Neill S. Brown, amerikansk politiker och diplomat, guvernör i Tennessee 1847–1849.

#### Maj
- 4 maj – Alexander Walewski, fransk politiker och ambassadör.
- 10 maj – Thomas Watkins Ligon, amerikansk demokratisk politiker.
- 15 maj – Jacob Thompson, amerikansk politiker.
- 24 maj – Abraham Geiger, tysk professor.

#### Juni
- 8 juni – Robert Schumann, tysk romantisk tonsättare.

### Tredje kvartalet

#### Juli
- 2 juli – Robert Toombs, amerikansk general och politiker.
- 5 juli – Phineas Taylor Barnum, amerikansk underhållare, cirkuskung.
- 17 juli
  - Carl Axel Trolle, svensk lanthushållare, riksdagsman.
  - Martin Farquhar Tupper, brittisk författare.
- 8 juli – Johanna Kinkel, tysk tonsättare, författare och revolutionär.

#### Augusti
- 18 augusti – Jules Perrot, fransk balettdansör och koreograf.
- 30 augusti – Onslow Stearns, amerikansk republikansk politiker, guvernör i New Hampshire 1869–1871.

#### September
- 11 september – James Pollock, amerikansk statstjänsteman och politiker, guvernör i Pennsylvania 1855–1858.
- 12 september – Philip Francis Thomas, amerikansk demokratisk politiker, USA:s finansminister 1860–1861.
- 13 september – Auguste Bouquet, fransk konstnär och satiriker.
- 24 september – Caroline Rosenberg, dansk botaniker.
- 29 september – Elizabeth Gaskell, brittisk författare.

### Fjärde kvartalet

#### Oktober
- 4 oktober – Eliza McCardle Johnson, amerikansk presidentfru.

#### November
- 4 november – Lucius Robinson, amerikansk demokratisk politiker.
- 7 november – Ferenc Erkel, ungersk operatonsättare.
- 9 november – Thomas Bragg, amerikansk politiker, guvernör i North Carolina 1855–1859.
- 30 november – Henry B. Payne, amerikansk demokratisk politiker, senator 1885–1891.

#### December
- 3 december –  Marija Milutinović Punktatorka, serbisk jurist
- 4 december – Carl Fredrik Appeltofft, svensk läkare och riksdagspolitiker.
- 6 december – Sir Robert Cornelis Napier, brittisk fältmarskalk.
- 10 december – Abraham K. Allison, amerikansk politiker, guvernör i Florida 1865.
- 11 december – Alfred de Musset, fransk författare.
- 24 december – Wilhelm Marstrand, dansk målare.

## Avlidna

### Första kvartalet

#### Januari
- 4 januari – Katarina Dasjkova, 66, president för ryska vetenskapsakademien.
- 8 januari – Daniel Melanderhjelm, 83, svensk matematiker och astronom.
- 17 januari – James Gordon, 70, irländsk-amerikansk politiker, kongressledamot 1791–1795.

#### Februari
- 20 februari – Andreas Hofer, 57, österrikisk bonde och militär.

#### Mars
- 10 mars – Daniel Boëthius, 58, svensk filosof.

### Andra kvartalet

#### April
- 5 april – Carl Axel Wachtmeister, 55, svensk greve, justitieråd och justitiekansler, en av rikets herrar, riksdrots 1787–1809, justitiestatsminister sedan 1809.

#### Maj
- 28 maj – Karl August, 41, svensk kronprins.

#### Juni
- 20 juni – Axel von Fersen, 54, svensk greve och riksmarskalk, älskare till den franska drottningen Marie-Antoinette.
- 26 juni – Joseph-Michel Montgolfier, 69, fransk uppfinnare, skickade upp den första varmluftsballongen.

### Tredje kvartalet

#### Juli
- 27 juli – Eugen Johann Christoph Esper, 68, tysk naturforskare.

#### Augusti
- 30 augusti – Philipp von Cobenzl, 69, österrikisk greve och politiker.

#### September
- 16 september – Franz von Fürstenberg, 81, tysk friherre och statsman.

### Fjärde kvartalet

#### Oktober
- 28 oktober – Edward Carrington, 62, amerikansk politiker.

#### November
- 20 november – Abraham Häggman, 76, finländsk kopparsmed och fabrikör.

#### December
- 2 december
  - Philipp Otto Runge, 33, tysk målare.
  - Israel Smith, 51, amerikansk politiker.
- 31 december – William Cunnington, brittisk arkeolog.

### Okänt datum
- Natalja Sjelichova, rysk handelsledare.

### Fotnoter
1. ↑  ”Författningssamling för 1800”. Arkiverad från originalet den 12 oktober 2011. https://www.webcitation.org/62NBldSW7?url=http://www.ukforsk.se/kungorel/kungor.pdf.
2. ↑  ”Svenska Dagbladet 9 mars 2010 - Upphovsrätten en 200-årig lag i förvandling”. Arkiverad från originalet den 12 oktober 2011. https://www.webcitation.org/62NBpyFk2?url=http://www.svd.se/kultur/understrecket/upphovsratten-en-200-arig-lag-i-forvandling_4397183.svd.
3. ↑  ”World Statesmen”. Arkiverad från originalet den 12 oktober 2011. https://www.webcitation.org/62NBvydAU?url=http://www.worldstatesmen.org/Sweden_county.html.
4. ↑  ”World Statesmen”. Arkiverad från originalet den 12 oktober 2011. https://www.webcitation.org/62NC1DYad?url=http://www.worldstatesmen.org/Argentina.html.
5. ↑  ”Det hände i dag”. http://webnews.textalk.com/se/calendar.php?id=9747&type=month&ds=20100620&list=true.
6. ↑  ”Smakprov”. Arkiverad från originalet den 12 oktober 2011. https://www.webcitation.org/62NCAB0q8?url=http://www.smakprov.se/bok/phosphoros-1810-faksimil-av-kungl-bibliotekets-exemplar-a/isbn/9789172301559.
7. ↑  ”World Statesmen”. Arkiverad från originalet den 12 oktober 2011. https://www.webcitation.org/62NCGkvwl?url=http://www.worldstatesmen.org/Mexico.htm.
8. ↑  ”Samuel Fahlberg - Liv och vetenskap på den svenska kolonin S:t Barthelemy”. http://lup.lub.lu.se/luur/download?func=downloadFile&recordOId=1529892&fileOId=1580603.
9. ↑  ”USA:s militära insatser i utlandet 1798-2004”. Arkiverad från originalet den 12 oktober 2011. https://www.webcitation.org/62NCLaa95?url=http://www.history.navy.mil/library/online/forces.htm.
10. ↑  ”Det hände i dag”. http://webnews.textalk.com/se/calendar.php?id=9747&type=month&ds=20100301&list=true.